# 나콘시탐마랏주
나콘시탐마랏주(태국어: นครศรีธรรมราช)는 태국 남부의 주(창왓)의 하나로, 타이만의 연안에 위치한다. 이웃한 주는 남쪽부터 시계 방향으로 송클라 주, 파탈룽 주, 뜨랑 주, 끄라비 주, 수랏타니 주이다.
주의 이름은 팔리어-산스크리트어로 '신성한 다르마 왕의 도시'를 의미하는 Nagara Sri Dhammaraja에서 유래한 것이다.

## 지리
주는 말레이 반도 동부의 타이만 기슭에 위치한다. 지형은 대개 구릉성의 삼림 지역이다. 태국 남부에서 가장 높은 지점인 해발 1,835m의 카오루앙을 포함하고 현재 카오루앙 국립공원으로 보호받고 있다.

## 역사
나콘시탐마랏 지역은 3세기부터 스리비자야 왕국의 일부였다. 람캄행 대왕은 이 지역을 수코타이 왕국의 영역내로 편입시켰다. 수코타이 왕국이 멸망한 후에 이 영토는 아유타야 왕국에게 계승되었다.
테사피반의 행정 개혁으로 왕국은 더욱 태국의 주로 통합되어 몬톤 나콘시탐마랏을 이루게 되었다. 1932년의 몬톤제 폐지와 함께 나콘시탐마랏 주가 성립되었다.

## 행정 구역
주에는 23개의 암프(군)와 더 세부 행정구역인 165개의 땀본 그리고 1428개의 무반 (행정 구역)이 있다.
| 1. 므앙나콘시탐마랏군 2. 프롬키리군 3. 란사까군 4. 차왕군 5. 피뿐군 6. 치안야이군 7. 차우앗군 8. 타살라군 9. 퉁송군 10. 나본군 11. 퉁야이군 12. 빡파낭군 | 1. 론피분군 2. 시촌군 3. 카놈군 4. 후아사이군 5. 방칸군 6. 탐판나라군 7. 쭐라폰군 8. 프라프롬군 9. 놉피땀군 10. 창끌랑군 11. 찰름프라끼앗군 |

## 같이 보기
- 나콘시탐마랏 왕국